# 喬治亞鎮區 (阿肯色州內華達縣)
喬治亞鎮區（英語：Georgia Township）是位於美國阿肯色州內華達縣的一個行政鎮區。

## 地方資料
喬治亞鎮區的面積為98.41平方千米，當中陸地面積為98.25平方千米，而水域面積為0.16平方千米。根據2010年美國人口普查的數據，當地共有人口253人，而人口密度為每平方千米2.57人。